# Need for Speed: Brennender Asphalt
Need for Speed: Brennender Asphalt (engl. Originaltitel: Need for Speed: High Stakes, in Europa: Need for Speed: Road Challenge) ist der vierte Teil der von Electronic Arts veröffentlichten Computerrennspielreihe Need for Speed. Die Erstveröffentlichung fand am 18. März 1999 für die PlayStation statt. Am 20. Juni 1999 wurde die Windows-Version erstveröffentlicht. Das Spiel wurde von EA Canada entwickelt.

## Spielprinzip
Dieser Teil hat einige Neuerungen gegenüber den Vorgängern. So gibt es erstmals ein Schadensmodell und die Rennfahrer werden nun neben Polizeiwagen auch von deren Helikoptern ausfindig gemacht und verfolgt. Diese können den Spieler allerdings nur auf offener Straße und nicht in Tunneln finden. In der PlayStation-Version hat der Spieler die Möglichkeit, diesen Helikopter durch die Eingabe eines Cheats selbst zu steuern. Außerdem gibt es in diesem Teil der Serie erstmals einen Karrieremodus.

### Fahrzeuge
Folgende Wagen sind in diesem Teil verfügbar:
| - BMW M5 E39 1 - BMW Z3 - Chevrolet Camaro Z28 1 - Chevrolet Corvette C5 1 - Ferrari F50 - Ferrari 550 Maranello - Ford Falcon XR8 2 - Holden Commodore V8 Supercar 2 - HSV SV99 (Series 2) 1 2 | - Jaguar XKR - Lamborghini Diablo SV 1 - La Niña 1 - McLaren F1 GTR - Mercedes-Benz CLK-GTR - Mercedes-Benz SLK 230 - Nissan Skyline GT-R 3 - Pontiac Firebird Trans Am - Porsche 911 Turbo 993 1 |

Außerdem stellte Electronic Arts einige zusätzliche Wagen bereit, die von der EA-Website heruntergeladen werden konnten:
| - Aston Martin DB7 - BMW M Coupé - BMW M Roadster | - Ferrari 360 Modena - Jaguar XJR-15 - Lister Storm |

### Streckenliste
Folgende Strecken gibt es in diesem Teil:
| - Celtic Ruins - Dolphin Cove - Durham Road - Kindiak Park - Landstraße | - Raceway 1 - Raceway 2 - Raceway 3 - Route Adonf - Snowy Ridge |

Neben diesen können im Karriere-Modus auch die Strecken freigeschaltet werden, die bereits im Vorgänger Hot Pursuit vorhanden waren:
| - Hometown - Redrock Ridge - Atlantica - Rocky Pass - Lost Canyons | - Aquatica - Country Woods - Summit - Empire City |

## Technik
In diesem Teil wurden erstmals für das Innere der Autos keine Bilder mehr verwendet. Stattdessen wurde der Innenraum wie der Rest des Autos dreidimensional modelliert.

## Rezeption
Der neue Karrieremodus stelle eine Verbesserung dar, die Darstellung und die Geräusche innerhalb des Cockpits seien jedoch ein Rückschritt im Vergleich zum Vorgänger. Fahrzeugmodelle und Strecken seien optisch verbessert. Die Fahrphysik sei stimmig, das Geschwindigkeitsgefühl nachvollziehbar. Enttäuschend sei jedoch, dass die gleiche Grafik-Engine wie beim Vorgänger verwendet wurde. Die Mängel des Vorgängers seien hingegen konsequent behoben worden. Zwar sei die Steuerung sehr zugänglich, gleichzeitig agieren die Computergegner intelligenter als im Teil davor, so dass auch Fortgeschrittene auf ihre Kosten kommen. Das Streckendesign sei weniger abwechslungsreich als in den vorherigen Teilen. Die Automatikschaltung sei zu träge, die Rückspiegel funktionslos. Die Lichteffekte sorgen für eine stimmige Atmosphäre, insbesondere bei Nacht und Nebel.